# Càncer d'orofaringe
El càncer d'orofaringe (COF) és un càncer de cap i coll en que s'afecta l'orofaringe que inclou base de la llengua, les amígdales, el paladar tou i les parets de la faringe. Els dos tipus de càncers orofaringis són el càncer orofaringi positiu al VPH, causat per una infecció oral del papil·lomavirus humà; i el càncer orofaringi negatiu al VPH, que es relaciona amb l'ús d'alcohol, tabac o ambdós.
El COF es diagnostica per biòpsia de teixit anormal observat a la gola. El COF s'estadifica pel tipus de cèl·lules anormals trobades a la biòpsia juntament amb les dimensions i la seva extensió. El tractament es fa amb cirurgia, quimioteràpia o radioteràpia; o alguna combinació d'aquests tractaments.